# Státní kulturní majetek
Státní kulturní majetek bylo označení kategorie státního majetku s charakterem kulturního statku v Československu v letech 1946 až 1958. Potřeba vyjasnit tuto kategorii státního majetku a upravit rámec hospodaření se objevil po roce 1945, kdy byly vydány konfiskační Benešovy dekrety, konkrétní právní úprava pak proběhla zákonem č. 137/1946 Sb., o Národních kulturních komisích pro správu státního kulturního majetku, vymezení zůstalo v platnosti až do vydání zákona o kulturních památkách č. 22/1958 Sb.
Koncept státního kulturního majetku byl definován v § 3 zákona 137, členil ho na tři skupiny, jednak (a) přírodní památky (a území) a archeologické lokality, dále (b) nemovité stavební majetky (včetně např. parků k nim náležejících) a (c) hodnotný mobiliář (ať již jednotlivosti, nebo sbírky). Národní kulturní majetek měl být „určen“ ministrem školství (v dohodě s ministrem zemědělství, pokud by se jednalo o zemědělský majetek, pokud by se jednalo o státní kulturní majetek na Slovensku, tak v dohodě).
Se existencí státního kulturního majetku byla úzce spojená vždy jedna centrálně fungující organizace, která zajišťovala jak přejímání, odbornou správu (Národní kulturní komise a poté Státní památková správa, pouze v letech 1951–1952 došlo k částečné decentralizaci, při ministerstvu existovala správa státního kulturního majetku a správu částečně převzaly krajské národní výbory), ta jediná měla možnost majetek zcizovat.

## Nemovitý státní kulturní majetek ve správě NKK a jejich nástupců

### První objekty
První objekty vybrané a určené pro NKK byly vybírané primárně mezi majetky konfiskovanými podle Benešova dekretu 12/1945 Sb. Jednalo se o soubor 48 objektů, svěřených rozhodnutím ministra 1. května 1947, NKK poté formálně přebírala objekty od Národního pozemkového fondu v následujících letech.
- Jindřichův Hradec
- Frýdlant
- Horšovský Týn
- Blatná
- Švihov
- Hrubý Rohozec
- Nové Hrady
- Pernštejn
- Šternberk
- Buchlov
- Náměšť nad Oslavou
- Litomyšl
- Opočno
- Velké Losiny
- Bučovice
- Telč
- Náchod
- Libochovice
- Mnichovo Hradiště
- Klášterec nad Ohří
- Plumlov
- Bruntál
- Jemniště
- Krásný Dvůr
- Hořovice
- Veltrusy
- Jaroměřice
- Milotice
- Buchlovice
- Slavkov
- Vizovice
- Dobříš
- Kozel
- Dačice
- Liblice
- Valtice
- Lysice
- Ratibořice
- Velké Březno
- Kynžvart
- Rožmberk
- Sychrov
- Žleby
- Hrádek u Nechanic
- Lednice
- Loučná (Vízmberk)
- Bouzov

- Červená Lhota
- Moravský Krumlov

### Dodatečně vybrané
Po roce 1948 bylo vybráno dalších sedm objektů, které stát získal již konfiskačními dekrety.
- Rájec
- Bítov
- Lemberk
- Kladruby
- Bečov
- Kroměříž
- Kuks

- Nová Bystřice
- Liběchov

### Městské paláce
- Nostický palác
- palác Kinských

### Zákony o revizi pozemkové reformy
Po roce 1945 došlo k vydání několika zákonů, které pokračovali v pozemkové reformě. Těmi zákony připadl státu další kulturní majetek, některé objekty z tohoto majetku byly svěřeny NKK do správy. Největší skupinu tvořily objekty konfiskované podle zákona č. 142/1947 Sb., několik objektů podle zákona č. 46/1948 Sb.
- Bílina

- Nelahozeves
- Orlík
- Roudnice
- Častolovice
- Český Šternberk
- Doudleby
- Kostelec nad Orlicí
- Žďár nad Sázavou
- Zbraslav
- Vysoký Chlumec
- Stránov
- Sázava
- Rychnov nad Kněžnou
- Mělník
- Maleč
- Nové Město nad Metují
- Kost
- Koloděje nad Lužnicí
- Klenová
- Jezeří
- Chlumec nad Cidlinou
- Kunštát
- Lnáře

- Vranov nad Dyjí – konfiskován podle dekretu 12/1945, konfiskace zrušena a provedena až roku 1945 podle zákona 142/1947

- Kokořín

- Boskovice 46/1948
- Křimice 46/1948

- Nové Hrady, konfiskován podle zákona č. 142/1947, přebíráno NKK od MNV, který objekt (mimozákonně) převzal již v roce 1945

### Objekty ve státním a veřejném vlastnictví před rokem 1945
Národní kulturní komise převzala i několik objektů, které byly ve veřejném vlastnictví již před rokem 1945. Především se jednalo o čtyři objekty konfiskované a zakoupené již za první republiky, které NKK předalo ministerstvo zemědělství roku 1950, pak Karlštejn a Kozí hrádek.
- Křivoklát
- Kratochvíle
- Zákupy
- Ploskovice

- Karlštejn
- Kozí hrádek

### Objekty rodiny Schwarzenbergů
Podle tzv. lex Schwarzenberg získal stát další objekty, čtyři z nich určeny za státní kulturní majetek
- Hluboká
- Český Krumlov
- Ohrada
- Třeboň

### Nepřevzaté, nespravované přímo
- Bechyně – NKK převzala 13. dubna 1950, nicméně záhy využívalo Ústředí vědeckých pracovníků pro rekreaci
- Hořín (požádáno, nepřiděleno)
- Kačina konfiskována až podle zákona 142/1947, převzato již dříve (navrhováno mezi prvními objekty), oficiálně až v roce 1950, přes odpor NKK umístěno Zemědělské muzeum
- hrad Přibyslav (požádáno, nepřiděleno)